# Saint-Sulpice-d’Excideuil
Saint-Sulpice-d’Excideuil település Franciaországban, Dordogne megyében. Lakosainak száma 368 fő (2022. január 1.). Saint-Sulpice-d’Excideuil Sarrazac, Dussac, Clermont-d’Excideuil, Saint-Germain-des-Prés, Saint-Jory-las-Bloux, Corgnac-sur-l’Isle és Nanthiat községekkel határos.

## Népesség
A település népessége az elmúlt években az alábbi módon változott:
| Lakosok száma | 591  | 432  | 406  | 328  | 313  | 321  | 344  | 352  | 351  | 368  |
|               | 1968 | 1982 | 1990 | 2006 | 2013 | 2015 | 2017 | 2019 | 2020 | 2022 |